# Jakob Lutschounig
Jakob Lutschounig (* 17. April 1848 in Untertöllern in Kärnten; † 21. Februar 1934 ebenda) war ein österreichischer Politiker der Deutschen Agrarpartei und Landwirtschaftsfunktionär. Er war von 1911 bis 1918 Abgeordneter zum Reichsrat und 1918/19 Mitglied der Provisorischen Nationalversammlung für Deutschösterreich.

## Leben
Nach dem Besuch der Volksschule arbeitete er am Hof des Vaters und war vier Jahre Wirtschafter in einer Seifenfabrik. Ab 1889 war er Landwirt und Realitätenbesitzer in  Maria Rain. Sein Bruder war Josef Lutschounig, der spätere Freiherr Lutschounig von Felsenhof.

## Politische Funktionen und Mandate
- Bürgermeister von Toppelsdorf (1891–1895) und Maria Rain (1895–1923)
- Obmann des Bezirksverbandes der landwirtschaftlichen Gauvereine
- Obmann des Landesverbandes der Bauernvereine in Kärnten
- 1911–1918: Abgeordneter des Abgeordnetenhauses im Reichsrat (XII. Legislaturperiode), Wahlbezirk Kärnten 2, Deutscher Nationalverband (Deutsche Agrarpartei)
- 21. Oktober 1918 bis 16. Februar 1919: Mitglied der Provisorischen Nationalversammlung, DnP